# Передове (Правдинський район)
Передове́ (рос. Передовое), до 1950 року — Постенен (нім. Postehnen) — селище в Правдинському районі Калінінградської області Російської Федерації. Входить до складу Правдинського міського поселення.